# Duc de Coromandel
El duc de Coromandel (Ketupa coromanda; syn: Bubo coromandus), és una espècie d'ocell de la família dels estrígids (Strigidae). Habita sabanes i boscos de ribera del Pakistan, l'Índia, Sri Lanka, Myanmar, sud-oest i zona peninsular de Tailàndia i Malaca. El seu estat de conservació es considera de risc mínim.

## Taxonomia
Anteriorment es considerava el duc de Coromandel com a pertanyent al gènere Bubo. Però el Congrés Ornitològic Internacional, en la seva llista mundial d'ocells (versió 13.1, 2023) decidí traslladar al gènere Ketupa 9 espècies que estaven classificades dins de Bubo, entre les quals el duc de Coromandel. Tanmateix, altres obres taxonòmiques, com el Handook of the Birds of the World i la quarta versió de la BirdLife International Checklist of the birds of the world (Desembre 2019), el consideren encara dins de Bubo.